# Terminal (macOS)
Terminal (Terminal.app) é o emulador de terminal incluído no sistema operacional macOS da Apple. O Terminal teve origem no NeXTSTEP e OPENSTEP, os sistemas operacionais predecessores do macOS.
Como um emulador de terminal, o aplicativo fornece acesso baseado em texto ao sistema operacional, em contraste com a natureza principalmente gráfica da experiência do usuário do macOS, fornecendo uma interface de linha de comandos para o sistema operacional quando usado em conjunto com um shell do Unix, como zsh (o shell padrão no macOS Catalina). O usuário pode escolher outros shells disponíveis com o macOS, como KornShell, tcsh e bash.
A caixa de diálogo de preferências para o Terminal.app no OS X 10.8 (Mountain Lion) e posterior oferece opções para os valores de variável de ambiente TERM. As opções disponíveis são ansi, dtterm, nsterm, rxvt, vt52, vt100, vt102, xterm, xterm-16color e xterm-256color, que diferem das opções do OS X 10.5 (Leopard) descartando o xterm-color e adicionando xterm-16color e xterm-256color. Essas configurações não alteram a operação do Terminal e as configurações do xterm não correspondem ao comportamento do xterm.
O terminal inclui vários recursos que acessam especificamente APIs e recursos do macOS. Isso inclui a capacidade de usar a função de pesquisa padrão da Ajuda do macOS para encontrar páginas de manual e integração com o Spotlight. O Terminal foi usado pela Apple como uma vitrine para APIs de gráficos macOS na publicidade inicial do Mac OS X,  oferecendo uma gama de fontes personalizadas e opções de cores, incluindo fundos transparentes.